# Rivière L'Acadie
Pour les articles homonymes, voir Acadie (homonymie).
La rivière L'Acadie coule vers le nord sur 82 km dans sept municipalités dans les MRC La Vallée-du-Richelieu, Les Jardins-de-Napierville et Le Haut-Richelieu, en Montérégie, sur la Rive-Sud du fleuve Saint-Laurent, au Québec, Canada et dans Mooers au États-Unis

## Toponymie
Jadis, chaque segment de cette rivière était désigné différemment, selon les époques.
En 1673, ce cours d'eau est désignée « rivière de Mont Royal » dans les premiers actes des concessions de la seigneurie de Chambly, située à son embouchure. Tandis que les premiers colons de la partie sud (haute) la désigneraient « rivière des Morelles ». Cette plante sauvage qui pousse sur les rives, produit une baie noire. Cette désignation dérive dans sa forme jusqu'à devenir « Rivière des Morales » au début du XIXe siècle.
Sous le gouvernement britannique de la Nouvelle-France, les nouveaux colonisateurs anglais utilisent la forme « Montreal River », une traduction déviante de « Rivière de Mont Royal ». Dès l'arrivée des premiers pionniers francophones dans  Le Haut-Richelieu, le cours d'eau est nommé « Rivière de Montréal » et « Petite rivière de Montréal ».
Dès le milieu du XIXe siècle, le segment de la rivière dans le secteur de Sainte-Marguerite-de-Blairfindie est désigné « Rivière de l'Acadie » dans les parages où des Acadiens exilés se sont établis à compter de 1768 ; néanmoins, les segments situées en aval et en amont, gardent la désignation de « Petite rivière de Montréal ». Ces colons déportés de l'Acadie avaient baptisé leur terre d'adoption « La Cadie », « La Petite Cadie » ou « La Nouvelle-Cadie » en souvenir de leur pays d'origine, l'ancienne Acadie.
En 1524, le florentin Giovanni da Verrazzano (1485?-1528) explore la côte est de l'Amérique du Nord. Dès 1548, sur une carte de Gastaldi, le toponyme "Arcadie" y figure pour désigner la région du Maryland et de la Virginie. Selon Marcel Trudel, historien et professeur, Arcadie est un « toponyme qu'on transportera vers le nord pour le transformer, sous l'influence de consonances micmaques, en Acadie». Le toponyme évoque une région de l'ancienne Grèce, riche sur les plans mythologique et littéraire, souvent présentée comme la contrée par excellence de la sérénité et du bonheur. En 1604, Samuel de Champlain visite l'Acadie au nom du roi de France. Il fixe l'orthographe actuelle en laissant tomber la lettre R. À cette époque, le toponyme "Acadie" est attribué à la péninsule de la Nouvelle-Écosse. En 1605, Port-Royal est fondé par des Français. Ainsi commence la colonisation de l'Acadie, qui s'échelonne sur une grande partie du XVIIe siècle.
En 1713, en vertu du traité d'Utrecht, l'Acadie est cédée à l'Angleterre. Au milieu du XVIIIe siècle survient le Grand Dérangement où ceux qui refusaient de prêter allégeance à la Couronne britannique étaient déportés vers les colonies britanniques de la côte Est américaine. La première vague de déportation, survenue entre 1755 et 1757, toucha près d'une dizaine de milliers d'Acadiens. Finalement, en 1763, le traité de Paris octroie définitivement l'Acadie aux Britanniques. De nos jours, l'Acadie correspond essentiellement aux régions du Nouveau-Brunswick, de la Nouvelle-Écosse et de l'Île-du-Prince-Édouard qu'habitent les descendants des habitants de l'ancienne Acadie française.
En 1965, à la requête de la Société historique de la Vallée du Richelieu, la Commission de géographie du Québec a inscrit officiellement à sa Banque des noms de lieux l'hydronyme « rivière L'Acadie ». Néanmoins, la désignation Petite rivière Montréal demeure dans le langage des gens des secteurs concernés et dans les désignations de concessions (rangs).
Le toponyme « rivière L'Acadie » a été officiellement inscrit le 5 décembre 1968 à la Banque des noms de lieux de la Commission de toponymie du Québec.

## Géographie

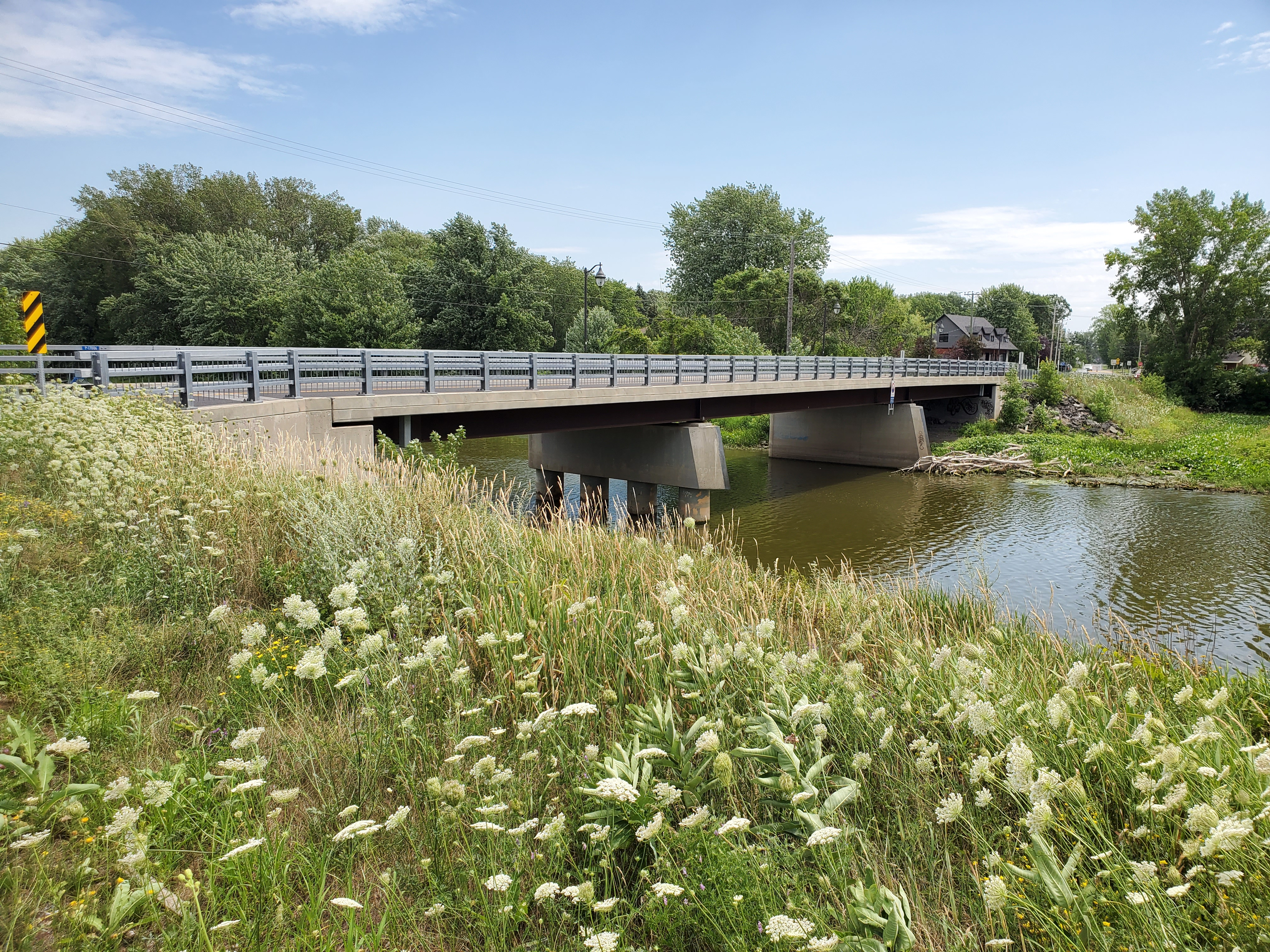
Le pont routier enjambant la rivière L'Acadie reliant l'Île Goyer et la route 223.

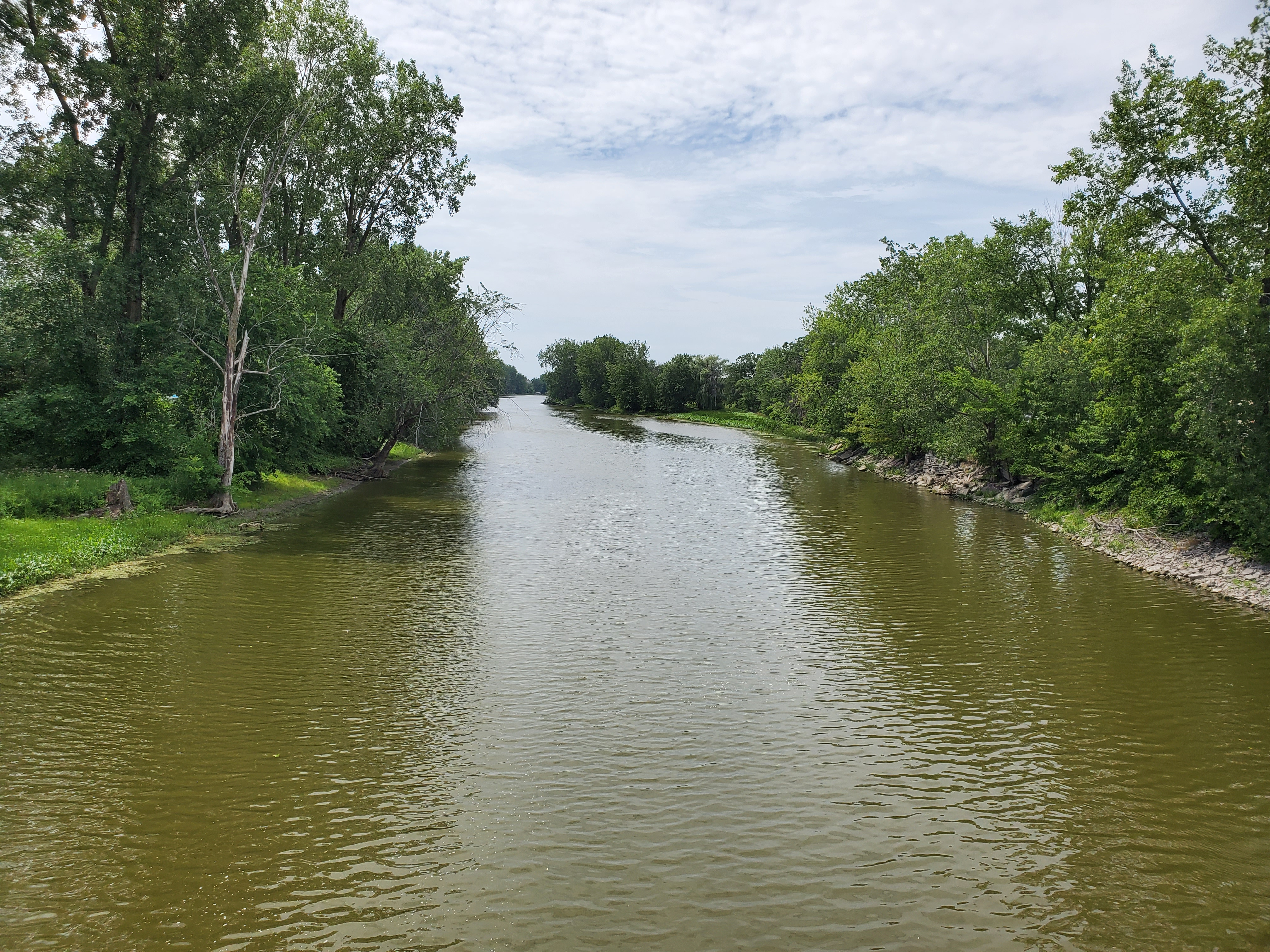
La rivière L'Acadie, vu de l'aval à partir du pont menant à l'Île Goyer.

La rivière L'Acadie tire sa source de quelques ruisseaux au pied de montagnes près de la frontière Canada-États-Unis dans Hemmingford. Elle coule vers le nord, presque en parallèle à la rivière Richelieu (du côté ouest). Outre son passage dans quelques villages (Napierville, l'Acadie et Chambly), la rivière L'Acadie traverse des milieux agricoles et forestiers. La rivière est bordée par des campagnes agrémentées de bâtiments ancestraux ou modernes. Jadis, à partir de Saint-Cyprien-de-Napierville et en remontant vers l'embouchure, des routes patrimoniales longeaient de chaque côté le parcours de la rivière ; toutefois, certains segments de routes sont aujourd'hui disparus. En hiver, les routes de glace sur la rivière permettaient le transport en voitures à traction animale ou à pieds, en s'évitant les coulées des routes parallèles parfois mal aménagées et non déneigées.
Le cours de la rivière traverse sept municipalités (ou villes) : Hemmingford, Saint-Patrice-de-Sherrington (où elle coule vers l'Est), Saint-Cyprien-de-Napierville, Napierville, Saint-Jean-sur-Richelieu (secteur Saint-Luc et secteur l'Acadie), Carignan et Chambly.
Le parcours de la rivière est très sinueux entre le village de l'Acadie et le chemin de Chambly (route 112) à la limite de Chambly et Carignan. Ce segment de la rivière est propice aux inondations printanières ou lors de fortes crues de la rivière du à sa faible dénivellation.
À Saint-Jean-sur-Richelieu (secteur Saint-Luc), des milieux naturels longeant la rivière L'Acadie ayant une superficie de  6 ha constituent un patrimoine écologique. Dans un objectif de conservation, ce secteur est assujetti à une réglementation particulière interdisant notamment toute coupe d'arbre, toute nouvelle construction et tout remblaiement.
La rivière L'Acadie traverse le village historique de Acadie. Des Acadiens, assujettis à la grande déportation, provenant généralement de Boston, se sont établis dans ce secteur dès 1782. Ils ont construit l'église paroissiale, près de la rivière L'Acadie.
Après avoir sillonné la plaine montérégienne, la rivière L'Acadie se déverse dans la rivière Richelieu à l'embouchure du bassin de Chambly ; l'embouchure de la rivière L'Acadie fait partie de Carignan. Dans le dernier segment de son cours, la rivière longe la route 223 (chemin Bellerive) qui contourne par le Nord l'île Demers et la Grande île, situés au nord du bassin de Chambly.